# Trance
Trance é uma vertente da música eletrônica que emergiu no início da década de 1990. O gênero é caracterizado pelo tempo entre 125 e 190 bpm, apresentando partes melódicas de sintetizador e uma forma musical progressiva durante a composição, seja de forma crescente ou apresentando quebras. Algumas vezes vocais também são utilizados. O estilo é derivado do house, New Beat  e do techno, tendo transformado-se em uma melodiosidade não característica do techno, com seus sons industriais, e menos orgânicos, além de parecerem menos melódicos.
Em geral, a maioria das canções são calmas e de efeito lento e constante na energia-alma e no estado de pensamento. A tradução literal do termo trance para português é transe. O nome foi recebido devido às batidas repetitivas e pelas melodias progressivas características, que levam o ouvinte a um estado de transe, de libertação espiritual, enquanto ouve.
O termo Trance apareceu pela primeira vez como termo no jazz, em títulos musicais como Lou Gold e sua orquestra - Dancing In A Trance (1930) ou Korla Pandit - Trance Dance (1954).
As primeiras peças de música eletrônica apareceram graças ao sintetizador ou instrumento musical eletrônico, como o Theremin nas décadas de 1940 e 1950, com base nas obras de, por exemplo, Pierre Schaeffer, Herbert Eimert ou Else Marie Pade. Foi somente através do uso dos pioneiros acima mencionados que foram criados os pré-requisitos para os precursores de trance como estilo musical, como Synth-pop ou Eletropop. A peça instrumental Pop Corn (1969) pertence à era do synth-pop.
Exemplos das primeiras peças de música eletrônica:
- 1951: Bernard Herrmann – The Day the Earth Stood Still (Original Motion Picture Soundtrack)
- 1957: Tom Dissevelt & Kid Baltan – Song of the Second Moon
- 1959: Raymond Scott – Cindy Electronium
- 1963: B.B.C. Radiophonic Workshop – Doctor Who
- 1969: Bruce Haack – Electric to Me Turn
- 1969: Gershon Kingsley – Pop Corn

### Raízes musicais (década de 1970)
As raízes da música trance remontam à década de 1970, às obras da banda eletrônica alemã Kraftwerk, como Autobahn (1974) ou Trans Europe Express (1977) e ao pioneiro italiano Giorgio Moroder, especialmente reconhecível em seus álbuns. versão minuciosa de I Feel Love, de 1977. Como o trance está intimamente relacionado à escola ambiental ou à escola de Berlim, os pioneiros alemães Klaus Schulze e Can também devem ser enfatizados, que criaram tapetes sonoros atmosféricos em suas composições eletrônicas, que por sua vez são características pertencentes ao Trance. Além disso, Eberhard Schoener lançou seu álbum de rock eletrônico Trance-Formation em 1977, incluindo a formação single-trance de mesmo nome e Falling In Trance. Eberhard se analisa sonhadoramente: "Essa música descreve minhas experiências e sentimentos muito pessoais e subjetivos de minhas frequentes viagens ao sudeste da Ásia, especialmente uma expedição pelo Nepal até a fronteira tibetana. (...) Essa música tem a ver com o transe".
Posteriormente, os elementos de trance podem ser identificados nas seguintes peças de música ou até mesmo ser definidos como trance:
- 1974: Tangerine Dream – Phaedra
- 1977: Donna Summer – I Feel Love
- 1977: Kraftwerk – Trans Europe Express
- 1978: Automat – Automat (The Rise)
- 1978: Giorgio Moroder – Chase
- 1978: Transvolta – Disco Computer

### Fase de desenvolvimento (década de 1980)
O termo trance tornou-se cada vez mais popular na música e foi encontrado nos títulos de álbuns de Klaus Schulze Trancefer  (1981) e En = Trance  (1988) novamente. Finalmente, o grupo musical britânico The KLF lançou suas peças musicais no final dos anos 80 como "Pure Trance", incluindo What Time is Love (1988), Kylie Said Trance (1989)  e Last Train to Trancentral (1989)  , que na época complementava os estilos musicais Acid Techno e House.
As seguintes músicas podem ser definidas posteriormente como músicas trance:
- 1980: Kano – Cosmic Voyager
- 1981: Laser – Laser
- 1981: Monsoon – Ever So Lonely
- 1982: Thanya – Freedom
- 1987: Hypnosis – Automatic Piano
- 1988: The KLF – What Time Is Love?
- 1989: Psycho Team – Psycho
- 1989: Illegal City – Hypnotize
- 1989: Venus 1999 – Do know yourself

### Execução (início dos anos 90)
Depois disso, o trance se desenvolveu e se estabeleceu como um estilo musical no início dos anos 90, especialmente na Alemanha. Liderado pela gravadora de Berlim MFS com produtores como Paul van Dyk, Cosmic Baby e Mijk van Dijk e também por Frankfurt, onde DJ Dag, fundador do Technoclub Talla 2XLC e da gravadora Eye Q Records, em torno de Sven Väth com Ralf Hildenbeutel, Stevie B- Zet e AC Boutsen, um dos representantes mais importantes.
Seleção de peças de música conhecidas deste período:
- 1990: Age of Love – The Age of Love
- 1990: Enigma - Sadeness
- 1990: Guru Josh Project - Infinity (Klass Vocal Mix)
- 1991: The KLF - Last Train To Trancentral
- 1991: The Future Sound Of London – Papua New Guinea
- 1992: 2 Unlimited - Get Ready For This
- 1991: Phantasia – Inner Light
- 1992: Orbital – Halcyon
- 1992: The Prodigy - Out Of Space
- 1993: Jam & Spoon – Follow Me!
- 1993: Energy 52 – Cafe del Mar
- 1993: Quench – Dreams
- 1994: Li Kwan – Point Zero

### Auge internacional (meados dos anos 90)
Dentro da área de língua alemã, há alguns sucessos, como Robert Miles - Children (1995) ou B.B.E - Seven Days And One Week (1996). Em contraste, a Grã-Bretanha se desenvolveu como o centro da cena. DJs britânicos como Sasha, John Digweed e especialmente Paul Oakenfold levaram Trance aos clubes ingleses, mas também a Nova York e Ibiza. Isso é simbolizado pelo relançamento de Paul Oakenfold, Not Over Yet (de 1993), no qual sua produção alcançou o número 6 no UK Single Charts  e chegou ao topo das canções de dança dos EUA  e Israel Singles Charts.
Desde 1997, na Holanda, com o Dutch Trance, havia uma cultura de trance (animadora) própria de personalidades como Tiësto, Armin van Buuren e Ferry Corsten (também conhecido como Veracocha ou System F). Até o final dos anos 90, o techno e o gabber hardcore na Holanda foram substituídos pelo Trance holandês como o estilo mais popular na dance music eletrônica.
Em 1998, Paul van Dyk fez sua projeção internacional com seu single For an Angel, da reedição de seu primeiro álbum, 45 RPM (1994). O título foi o número um nas paradas de dança britânicas por duas semanas e o número um nas paradas de dança alemãs por quatro semanas. Também houve veiculações nos gráficos dos EUA, Austrália, Holanda, Bélgica e Escandinávia. No mesmo ano, ATB publicou seu primeiro single solo 9 PM (Till I Come) sob a abreviatura atb, que alcançou o número um nos britânicos e o número 14 nas paradas individuais alemãs, além do status de platina na Dinamarca, Austrália, Suécia e Reino Unido. Prêmios de ouro seguidos na África do Sul, Itália e Noruega. Em 1999, ele repetiu o status de platina na Dinamarca e na Suécia com "Don't Stop".
Seleção de peças de música conhecidas deste período:
- 1995: Robert Miles – Children
- 1995: Faithless - Insomnia
- 1996: B.B.E – Seven Days And One Week
- 1996: Underworld - Born Sllipy
- 1997: Kai Tracid – Your Own Reality
- 1997: Darude - Sandstorm
- 1998: Paul van Dyk – For An Angel (PvD E-Werk Club Mix)
- 1998: Armin van Buuren - Communication
- 1999: Sasha – Xpander
- 1999: Delerium – Silence (DJ Tiësto Remix)
- 1999: Tiësto feat. Ferry Corsten presents Gouryella - Gouryella
- 1999: Gigi D'Agostino - L'Amour Toujours
- 1999: ATB - 9PM (Till I Come)

### Domínio do trance na musica eletrônica (2000)
Enquanto Tiësto fez sua projeção internacional graças ao remix de Deleriums - Silence (incluindo o número três nas paradas da Billboard) e alcançou status de ouro com seu álbum In My Memory nas paradas holandesas em 2001, outro artista holandês estabeleceu um marco histórico esse gênero.
Em 18 de maio de 2001, Armin van Buuren foi ao ar pela primeira vez com seu programa de rádio A State of Trance, no qual ele apresentou as últimas faixas de trance em um set de duas horas. Inicialmente na estação de rádio holandesa ID&T Radio, cresceu ao longo dos anos com 100 estações de rádio FM e cerca de 38 milhões de ouvintes do "Best Mix Radio Show" do mundo A State of Trance, premiado em vários prêmios. Do ponto de vista histórico, Armin van Buuren moldou o gênero e a música eletrônica em geral em quase todas as áreas. Seu selo Armada Music, fundado em 2003, agora inclui mais de 30 sub-rótulos  e oferece uma plataforma para novos artistas.
Também em 2001, o projeto de transe britânico-finlandês Above & Beyond atraiu a atenção mundial através do remix de What It Feels Like For A Girl, de Madonna, que também foi usado para o videoclipe oficial.
Em 2002, Tiësto foi eleito o melhor DJ do mundo pelos leitores da revista britânica DJ Magazine e defendeu esse título nos anos seguintes. Em 2003, com Tiësto In Concert, ele foi o primeiro DJ a gravar em frente a 25.000 espectadores em um estádio sozinho (GelreDome em Arnhem, Holanda) e superou esse evento em 13 de agosto de 2004,  nos Jogos Olímpicos de Verão de 2004, em Atenas. Com milhões de espectadores em todo o mundo, este é provavelmente o maior show de um DJ até hoje. Também em 2004, a rainha Beatrix o homenageou por seus serviços no cenário da dança holandesa, premiando a Ordem de Orange-Nassau a um oficial. O prêmio é semelhante ao da Cruz Federal de Mérito na Alemanha. No mesmo ano, o Above & Beyond ganhou o prêmio BBC Mix 1 do ano pela Essential Radio.
A popularidade da música também se refletiu em grandes festivais como o Nature One, Mayday ou Trance Energy (esgotado com 30.000 pessoas anualmente de 2002 a 2009), sempre mostrando DJs de trance como atração principal.
Seleção de peças de música conhecidas deste período:
- 2001: Madonna – What It Feels Like For A Girl (Above & Beyond 12'' Club)
- 2001: Armin van Buuren presents. Rising Star - Clear Blue Moon
- 2001 - DJ Tiësto - Lethal Industry
- 2002: Paul Oakenfold feat. Carla Werner – Southern Sun (Tiësto Remix)
- 2003: Motorcycle – As The Rush Comes (Gabriel & Dresden Sweeping Strings Mix)
- 2003: Ferry Corsten - Rock Your Body Rock
- 2004: Tiësto - Adagio For Strings
- 2005: Above & Beyond vs. Andy Moor – Air For Life
- 2005: Armin van Buuren feat. Susana - Shivers
- 2006: Tiësto feat. BT - Love Comes Again
- 2007: John O'Callaghan feat. Audrey Gallagher – Big Sky (Agnelli & Nelson Remix)
- 2008: Sunlounger feat. Zara – Lost
- 2008: Armin van Buuren feat. Sharon Van Adel - In And Out Of Love
- 2008: Armin van Buuren feat. DJ Shah featuring Chris Jones - Going Wrong
- 2009: Gaia - Tuvan

### Afirmação do trance no cenário mundial (2010)
Em um longo período de 2002 a 2012, o Trance foi dominante em todos os estilos de músicas eletrônicas, consagrando djs como Tiësto, Armin van Buuren, Paul Van Dyk, Above & Beyond. Isso é simbolizado de forma mais forte por Armin van Buuren, que alcançou a primeira posição no DJ MAG por 5 vezes, se tornando o DJ que mais venceu o ranking mais famoso do mundo para a música eletrônica.
DJs de trance conhecidos como Arty, Armin van Buuren, Ferry Corsten, Dash Berlin, Sander van Doorn, Tiësto. Em contraste, artistas de trance como Aly & fila, John O'Callaghan ou The Thrillseekers se estabeleceram como pioneiros no gênero atual.
Seleção de peças de música conhecidas deste período:
- 2010: Jon O’Bir feat. Fisher – Found A Way (Joint Operations Centre Remix)
- 2010: Armin Van Buuren feat. Sophie Ellis Braxtor - Not Giving Up on Love
- 2010: Yuri Kane feat. - Right Back
- 2011: Aly & Fila feat. Jwaydan – We Control The Sunlight
- 2012: Gareth Emery feat. Cristina Novelli - Concrete Angels
- 2012: Paul van Dyk feat. Plumb – I Don’t Deserve You (Giuseppe Ottaviani Remix)
- 2013: Armin van Buuren feat. Miri Ben-Ari - Intense
- 2013: Armin van Buuren feat Trevor Guthrie - This Is What It Feels Like
- 2014: Gareth Emery feat. Bo Bruce – U (Bryan Kearney Remix)
- 2015: Gouryella – Anahera
- 2015: Armin van Buuren feat. Mr Probz - Another You
- 2015: Aly & Fila feat. Roger Shah and Susana - Unbreakable
- 2016: The Thrillseekers pres. Hydra – Amber
- 2016: Gareth Emery feat. HALIENE and STANDERWICK - Saving Light
- 2017: Armin van Buuren vs Vini Vici feat. Hilight Tribe - Great Spirit
- 2018: Richard Durant feat. Cristina Novelli - The Air I Breathe
- 2018: Armin van Buuren - Blah Blah Blah
- 2019: MarLo feat. Feenixplaw, Mila Josef - Ligther Than Air
- 2019: Armin van Buuren - Turn It Up

### Atualmente (2020's)
Hoje em dia o trance perdeu um pouco de espaço perante ao EDM mas ainda mantem uma grande popularidade seu fãs, tendo como principal precursor e divulgador ainda DJ e produtor holandês Armin van Buuren que continua divulgando seus radio show todas as semanas e também suas compilações do A State of Trance lançadas todos os anos que apresenta outros artistas do mesmo seguimento, com auxilio de Above & Beyond, Aly & Fila, Gareth Emery, Ferry Corsten, Giuseppe Ottaviani e novos talentos como Andrew Rayel, Ruben de Ronde, MarLo.
Em 2020 o famoso DJ francês David Guetta conseguiu alcançar a primeira posição da DJ MAG muito graças ao seu EP New Rave com parceria com MORTEN, como músicas bem mais voltadas ao trance do que seu estilo que o consagrou no passado.
Seleção de peças de música conhecidas deste período:
- 2020: Aly & Fila feat. Plumb - Somebody Loves You
- 2020: David Guetta feat. MORTEN - Kill Me Slow
- 2020: Ferry Corsten - I Don't Need You
- 2021: Guiseppe Octaviani feat. Cari - Beautiful
- 2021: Armin van Buuren - Turn The World Into a Dancefloor

## Eurotrance/Handsup
Eurotrance (mais tarde conhecido como hands up) é um subgênero da música trance que surgiu da fusão entre hard trance e eurodance e é popular desde o final dos anos 90. Geralmente, tem uma velocidade em torno de 140-145 batimentos por minuto, vozes femininas, linhas de baixo sem corte, muitas pausas e grandes cortes eufóricos.
Esses elementos, juntamente com seu som comercial, um pouco de conteúdo lírico elaborado e elementos retirados do hardcore hardcore, tornam a eurotrance menos sofisticada e complexa do que outros subgêneros do trance.
O estilo está intimamente relacionado ao uplifting trance e muitas vezes é confundido com o vocal trance, pois também emprega geralmente vozes femininas em suas faixas. No entanto, o eurotrance é caracterizada por ter letras mais entusiasmadas e melodias mais alegres e energéticas. Os artistas representativos são: Cascada, Groove Coverage, Pulsedriver e Special D.
No final dos anos 90, o Eurotrance foi generalizado para todos os estilos de trance que surgiram naqueles anos: dream trance, progressive trance, uplifting trance e vocal trance.

## Sub-gêneros
As principais vertentes do trance são:
- Mystic Trance
- Goa Trance
  - Psy Trance
  - Dark Psy Trance
  - Light Psy Trance
- Euro-Trance
  - Progressive Trance
    - Uplifting Trance

  - Tech Trance
  - Hard Trance
  - Acid Trance
  - Vocal Trance
  - Deep Trance
  - Ambiental Trance
  - Euphoric Trance
  - Balearic Trance
- Beirute Trance
  - Tripoli Trance

 Dream Trance
O Dream Trance é uma variante de estilo musical da música "Dream" ou "Dream Dance", que como a Dream House tem influências e ritmos da música House, o "Dream Trance" surge por volta dos anos 1996 e 1997 e seus principais expoentes são Robert Miles e DJ Dado. É um estilo musical semelhante ao Euro Dance e Eurotrance, no qual são usadas melodias e arranjos de piano, é uma música que apesar de agitada é menos eufórica, sendo mais apropriado que a mente "dance".
- 1996: Robert Miles – Children
- 1996: Zhi-Vago – Celebrate (The Love)
- 1996: DJ Dado – X-Files
- 1997: Nalin & Kane – Beachball
- 1997: Imperio – Atlantis

 Progressive Trance 
Trance progressivo (130 bpm +) e progressive house (129 bpm ou menos) é o que muitos chamam de simplesmente progressivo (prog). Alguns artistas que têm esse estilo são: ATB, Blank & Jones, Alice DeeJay, Cascada, Sash!, Tiësto, Armin Van Buuren, Ferry Corsten, Mike Dierickx, Paul Dyickx, Paul Van Dyk, Above & Beyond, EX-PLOSION, Markus Schulz, Cressida , Deepsky, Manny Ward e Lost Tribe. O trance progressivo também combina outros estilos musicais, como epic trance. Os artistas mainstream são: Above & Beyond, Ferry Corsten, Tiesto e Armin Van Buuren.
- 1999: Sasha – Xpander
- 2004: Tilt – The World Doesn’t Know
- 2005: Above & Beyond vs. Andy Moor – Air For Life
- 2009: Gaia – Tuvan
- 2010: Markus Schulz feat. Justine Suissa – Perception
- 2013: BT – Skylarking

 Vocal Trance 
O vocal trance (ou Pop Trance) instrumentalmente é trance progressivo, mas ao qual são adicionadas vocaus. É dominado por produções alemãs, espalhadas por toda a Europa devido a canais de música via satélite, como: VIVA, Onyx e MTV2 Pop. Alguns artistas de vocal trance são: 4 Strings, ATB, Dash Berlin, Mic-Chek, Ian Van Dahl, Lasgo, Sylver, Milk Inc, Astroline, Kate Ryan, Kelly Llorenna, Flip & Fill e Jessy De Smet.
 Uplifting Trance
O uplifting trance é sinônimo de epic trance, anthem trance, emotional trance ou euphoric trance e é o termo para descrever um grande subgênero do trance. O nome veio do progressive trance em 1997. O gênero que se originou na Alemanha é muito popular no trance e é uma das formas dominantes de dance music em todo o mundo. Exemplos de artistas que cultivam esse estilo são: Andy Blueman, Aly & Fila, Sean Tyas, Soundlift, Arctic Moon, Philippe El Sisi, Ronny K e Ferry Corsten, Armin Van Buuren, Above & Beyond e Tiesto.
- 1998: System F – Out Of The Blue
- 1999: Veracocha – Carte Blanche
- 2001: Tiësto - Suburban Train
- 2003: Nu Nrg – Connective
- 2005: Luminary – Amsterdam (Super 8 & Tab Remix)
- 2005: John O’Callaghan & Bryan Kearney – Exactly
- 2011: Aly & Fila feat. Jwaydan – We Control The Sunlight
- 2012: Paul van Dyk feat. Plumb – I Don’t Deserve You (Giuseppe Ottaviani Remix)
- 2015: Matt Darey feat. Kate Louise Smith – See The Sun (Dan Stone Rework)
- 2016: Aly & Fila - Kingdom
- 2017: Gaia - Saint Vitus
- 2017: Ferry Corsten presents Gouryella - Anahera
- 2019: Aly & Fila - It's All About The Melody

## História

### Origens do trance (Europa)
Pode-se encontrar elementos primitivos da música trance nas raízes religiosas do shamanismo, hinduísmo e budismo. Mas o trance da forma moderna, eletrônica e evoluída em conjunto com outras formas de música eletrônica dançante, surgiu na Alemanha no início da década de 1990.
Ao longo da década de 1970, Klaus Schulze gravou vários álbuns de música eletrônica caracterizados pelo ambiente atmosférico e o uso de sequenciadores. Em alguns dos álbuns da década de 1980 a palavra trance era incluída nos títulos, como Trancefer (1981) e En=Trance (1987).
Elementos que tornaram-se característicos da música trance também foram explorados por artistas do gênero industrial da música eletrônica no final da década de 1980. O objetivo era produzir sons de efeitos hipnóticos aos ouvintes, o que também poderia levar a um alto grau de estado de transe ou euforia.
Esses artistas do gênero industrial eram dissociados à cultura rave, embora muitos já mostravam interesse no Goa trance, no qual o som é mais pesado comparado ao som que agora é conhecido como trance. Muitos dos álbuns produzidos por artistas industriais eram em sua grande maioria experimentais, e não tinham o intuito de originar um gênero musical com uma cultura associada — eles permaneceram fiéis às suas raízes industriais. Com o trance dominando à cultura rave, a maior parte desses artistas abandonaram o estilo.

### Trance como gênero musical
As primeiras gravações realizadas começaram não exatamente com a cena trance, e sim pelo acid house originário do Reino Unido, mais precisamente pela banda The KLF. Eles utilizaram o termo pure trance para designar algumas gravações que na verdade eram versões, e que fizeram um grande sucesso comercial em 1991.
Além deste nascimento no Reino Unido pode também ser mencionado o começo do gênero trance em clubes alemães durante os meados da década de 1990 como uma ramificação do techno. Frankfurt frequentemente é citada como o berço do estilo. DJ Dag (Dag Lerner), Oliver Lieb, Sven Väth e Torsten Stenzel, são considerados pioneiros e produziram várias composições utilizando diversos nomes artísticos. Em 1991, Dag Lerner e Rolf Ellmer formaram o "Dance 2 Trance" (Dance to Trance), cuja música "We Come In Peace" representou a definição inicial do trance como estilo musical.

### Chinese Trance
O Chinese Trance é uma vertente do gênero Trance, que surgiu em  meados do ano 2000 na China. Seu principal fundador é o DJ Sunny. O tempo é mais acelerado, girando entre 160 e 190 bpm. O estilo é derivado do House, Techno, Psy e Goa Trance, criado na Índia.

### Trance atualmente
Atualmente, após ter perdido um pouco da sua força no fim da década de 1990, o trance voltou a ganhar força enorme novamente a partir do ano de 2000 e permanece forte até hoje. Produtores consagrados na cena eletrônica como: Armin van Buuren, Paul van Dyk, Ferry Corsten, Paul Oakenfold, Above & Beyond, ATB, Gareth Emery, Aly & Fila, Markus Schulz, Solarstone, Jorn van Deynhoven, The Thrillseekers, Ronski Speed, Alex M.O.R.P. H, Giuseppe Ottaviani, Cosmic Gate, 4 Strings, John O'Callaghan e também novos artistas que surgiram como David Gravell, Rafael Frost, Ferry Tayle, Deniz Aydin, Ost & Myer, Ben Gold, Simon Thaur, Arctic Moon, Dimension, Omnia, KhoMHa, Andrew Bayer, Ben Nicky, Andrew Rayel, Beat Service, Mohamed Hagab , MaRLo, Eximinds ,Protoculture, Alexander Popov, Andy Moor  dentre outros novos e consagrados mantem o estilo em alta, alguns iniciantes no mundo Psychedelic confundem o Trance com Psytrance , Full On etc. Porem são estilos diferentes.
Na era 1997-2013 o Trance vivia os famosos "Anos de Ouro", quando era o mais popular estilo de música eletrônica do mundo. Cujo público lotava estádios e festivais relembrando os grandes shows de rock do passado.

### Psytrance
Trance psicadélico (abreviação de Psychedelic Trance, também Goa-Trance ou Goa ou Hippie-Trance) é um estilo da Música eletrônica e representa um subgênero da música trance. As festas trance ao ar livre iniciaram no estado indiano de Goa final dos anos 80; no entanto, o estilo da música foi desenvolvido, principalmente na Europa. Goa-Trance teve seu auge entre 1994 e 1998, após o qual o estilo musical se desenvolveu sob o nome Psytrance. Embora Goa tenha sido amplamente substituída pelo psytrance e o Trance progressivo na indústria da música, ainda existem gravadoras independentes de Goa comprometidas com o trance original de Goa.
Goa Trance tenta simular meticulosamente os efeitos neurológicos do LSD com a ajuda de um tambor grande e constante, camadas "rodopiantes" de sons staccato com escalas de tons frequentemente orientais, sons "extraterrestres" e alternações hipnóticas de timbre. A música consiste em 4/4 compassos entre originalmente 130 e 150 bpm, enquanto velocidades de até 180 bpm e mas também são alcançadas. Os chutes são muito mais enérgicos e compactos do que em outros estilos de trance. Isso cria um caráter "pulsante" do ritmo, que sublinha a dança na areia ou no prado. Além disso, a música se vê como bastante experimental. As linhas de Acid trance (originalmente através do sintetizador TB-303) e outros sons sintéticos com sons orgânicos são populares. Vocais como na House music e Electronic dance music raramente são usados, mas as vozes e vocais são às vezes usadas. Amostras de filmes ou jogos de computador também são ocasionalmente misturadas. No entanto, ainda é importante reconhecer a origem na comunicação da música eletrônica corporal da época com a World Music, mas principalmente com os elementos sonoros indianos. O Kraftwerk, no entanto, pode ser nomeado o pai de todos os sons eletrônicos, especialmente os padrões de bateria. Assim, nos primeiros dias dos chamados títulos do Goamusik Kraftwerk eram misturados com fitas indianas clássicas - mesmo antes de festas desse tipo serem celebradas na Índia.
Além disso, a música é influenciada pelo caráter do rock psicodélico ou do acid rock e pela contracultura da década de 1960, que eram frequentemente tocadas com padrões e efeitos sonoros semelhantes na década de 1970. A influência musical também pode ser vista no fato de algumas bandas usarem guitarras eletrônicas, além de geradores de som eletrônicos. Além dos amplificadores de guitarra, os guitarristas também gostam de usar captadores compatíveis com MIDI para transmitir notas de guitarra tocadas a um sintetizador e tocar melodias que dificilmente podem ser realizadas com a ajuda de um teclado.
Frequentemente, as tracks têm 135 a 145 bpm e 6 a 12 (geralmente em torno de 7 a 8) minutos e começam com cerca de 30 segundos de sons atmosféricos, enquanto a parte principal da track é dividida em duas metades, às vezes com faixas de baixo alteradas; a maioria é empilhada no final de ambas as metades, geralmente há uma transição ou interlúdio entre as duas metades .
No início dos anos 90, a música era caracterizada pela integração de elementos etno-acústicos com um caráter psicodélico. Em um desenvolvimento linear em meados da década de 1990, a música foi caracterizada por melodias indianas baseadas nos fortes sons de chumbo dos sintetizadores da época - acompanhados por sons ácidos no fundo e na linha de baixo. No final dos anos 90, a música se tornou um pouco mais lenta, minimalista e não melódica, pelo que o trance minimalista era principalmente acompanhado por sons atmosféricos e escuros. Em meados da década de 2000, desenvolveu-se um estilo que incluía elementos das áreas de dub e house e parecia muito melódico.
Além dos instrumentos tecno, artistas como Raja Ram e Dominic Sangeet também usam instrumentos de sopro e corda, ou trabalham com músicos de outros gêneros, de modo que nas faixas de psytrance, além do som technóide obrigatório, peças de ambient, trip-hop e world music e muitas outras áreas podem ser incluídas. Inúmeros novos estilos foram criados para misturas de estilos livres, incluindo: Darkpsy, Forest, Full-On, Goatrance, Dark Progressive, Psycore, Psytrance Experimental, Hi-Tech, Progressive, Offbeat, Suomi-saundi e Zenonesque.
O psychodelic chillout é uma variante mais silenciosa do psytrance. Isso geralmente acontece sem um bumbo direto de 4/4 e se concentra em sons esféricos.
Como as festas de Goa são moldadas, entre outras coisas, por estados de transe, meditação e sensações psicodélicas por meio de música e arte, as drogas alucinogênicas também são atribuídas a um papel influente.
As agências policiais estão reclamando do aumento do consumo e do comércio de entorpecentes ilegais em relação às festas de Goa,  e é por isso que vários eventos correspondentes são acompanhados por medidas policiais. Para combater os problemas das drogas, os organizadores preferem cooperar com organizações de verificação e redução de danos, que fornecem trabalho educacional e estão comprometidas com o consentimento e a minimização de riscos.
O termo transe psicodélico ou psytrance foi posteriormente introduzido como sinônimo de Goa ou Goa, pois a cena em Goa não existia mais e a referência no nome parecia questionável devido às mudanças. Independentemente do termo usado, a música passou por um processo de mudança constante e claramente audível, de 1990 até os dias atuais.
Uma distinção precisa entre psytrance e Goa não é possível hoje, porque muitas vezes os músicos de psytrance eram veteranos de Goa e vice-versa, as faixas de psytrance faziam parte do repertório dos DJs de Goa. A cena que se forma em torno dos dois termos também é amplamente idêntica.
Os termos psytrance e goa são usados de forma intercambiável por muitos hoje, enquanto outros consideram goa como um subgênero do psytrance. O som clássico de Goa ("old school") pode ser encontrado nas peças mais melódicas, geralmente influenciadas pelo orientalismo dos anos 90; as produções mais recentes funcionam principalmente com o nome Psytrance, originalmente usado principalmente por produtores da Inglaterra. Além disso, há o Newschool-Goa, que manteve o som do Goa original.. Artistas conhecidos incluem Khetzal, Filteria, Arronax e E-Mantra.
Outra distinção é feita dentro da cena entre o trance psicodélico e o trance progressivo.
O psytrance progressivo difere do trance psicodélico, especialmente em velocidade. O psytrance progressivo é reproduzido nas faixas mais baixas da faixa de velocidade especificada. Além disso, menos das melodias TB-303 acima mencionadas são usadas e mais sons individuais que criam atmosfera. Enquanto os progressistas parecem mais melodiosos e levemente monótonos, o psytrance parece mais mecânico e variado. No entanto, ambas as direções têm o chute fortemente comprimido, uma linha de baixo "rolante" ou "pouco frequente" em comum.
No entanto, é muito difícil diferenciar esses estilos, pois os dois estilos se desenvolveram continuamente ao longo do tempo, o que significa que produções mais recentes e mais antigas dos mesmos estilos têm apenas recursos comuns limitados.
Os subgêneros incluem Old School, New School, Dark Psytrance, também conhecido como Darkpsy; Hi-Tech, Full On, Nitzhonot, Uplifting, Progressive Psytrance e Breakbeat psicodélico. Os DJs geralmente escolhem uma direção na qual colocar seu set.

## trancextrance psicodélico
É de fato conhecida uma certa rivalidade entre o Trance e o Psychedelic, mais conhecido como PsyTrance, no Brasil e Portugal. Na sua essência, o Psychedelic mantém a mesma proposta de transe através do som. Porém musicalmente o estilo é diferente do Trance, o que caracterizou a antiga sub-vertente do GoaTrance como um novo estilo de Trance, para evitar subdivisões desnecessárias. O Psychedelic atual apresenta uma estrutura musical baseada em bpm's altos, kicks sintéticos e pode apresentar, ou não, melodias (um dos elementos básicos no Trance e no GoaTrance).
Enquanto o Trance nasceu na Alemanha, o Psychedelic Trance foi originado em Israel com base também na Índia - devido ao GoaTrance, que surgiu em Goa na India derivado do Trance, caracterizando assim o Psy como um tipo de Trance. Sendo Goa Gil (Gilbert Levey) seu maior expoente no ramo (sub-género).

## Estrutura musical
O trance é formado em sua grande parte por batidas retas (4x4),que algumas vezes difere da batida do techno por ter um alcance de freqüência um pouco mais alto além dos sons graves. mas algumas vezes ocorre a mistura de batidas do hip hop ou quebra da estrutura 4x4 (quebradas). O baixo pode ter uma base de swing ou preencher totalmente a base remetendo ao full-on. Uma característica marcante do estilo é uso do sintetizador TB-303, que é utilizado para fazer levadas variando constantemente ou não a frequência de corte e com uma ressonância alta ou para produzir sons psicodélicos como "borrachas", "gotas", "bombas".usa-se também o Roland JP-8000.
Nos estilos mais melódicos há o uso constante de pads (notas com alta sustentação, também chamado string) deixando a composição mais atmosférica.

## O termo Uplifting
O termo tem sido usado para descrever o que a maioria das pessoas chamam de "transe épico" na cena trance do Reino Unido, para descrever alguns não sediadas no Reino Unido atos transe comerciais, como Brooklyn Bounce ou Darude, que criou alguma confusão na terminologia e classificação.  'Muitos fãs britânicos chamam esses actos "uplifting house" (quando na verdade esses artistas estão mais perto de progressive house / trance e de trance uplifting)'. O termo também é usado no psytrance / Goa trance, embora estes estilos não são realmente significava a soar uplifting (existe a possibilidade de algumas pessoas podem estar pensando do termo "uplifting" neste caso significa "euforia").

## Lista de subgêneros do Trance
| Subgênero                      | Origem | Descrição | Artistas notáveis |
| ------------------------------ | --- | --- | --- |
| Acid Trance                    | Alemanha, Holanda, Bélgica e Reino Unido                                                                              | O estilo predominante do início dos anos 90, às vezes chamado de trance de "primeira onda". Caracterizado pelo uso de uma máquina de baixo Roland TB-303 como sintetizador principal. | Art of Trance, Union Jack, Eternal Basement, Emmanuel Top, Hardfloor, Kai Tracid, Solar Quest, Oliver Lieb, Alex Shelley, Scot Project |
| Trance Clássico                | Alemanha | Forma original de música trance, que se diz ter se originado no final dos anos 80 ou início dos anos 90. Caracterizado por menos percussão do que o techno, mais melodia e melodias repetitivas. | Age of Love, Binary Finary, Cygnus X, Dance 2 Trance, Jam & Spoon, Sven Väth, Oliver Lieb, The KLF |
| Dream Trance                   | Itália | Uma variedade do epic trance popularizado por Robert Miles em meados dos anos 90, que é altamente melódico. Muitas vezes, apresenta riffs de piano suaves e vibrações profundas / progressivas da house music. | DJ Dado, Robert Miles, The Cynic Project, Zhi-Vago, Mario Piu, Mauro Picotto |
| Hands Up                       | Europa; principalmente na Alemanha, Polônia, Holanda, Bélgica, França, Rússia, Finlândia, Liechtenstein e Reino Unido | Hands up (também conhecido como Euro-trance) é um híbrido dos estilos Dream trance, Progressive trance, Hard trance e Eurodance que incorporam tambores de baixo e elementos de trance. Está intimamente relacionado ao uplifting trance. Às vezes, os sintetizadores de trance podem soar como tecladistas com efeitos tranceiros e cordas de backup. Os vocais geralmente são aumentados em sua maior parte, mas às vezes podem ser ouvidos como na faixa normal de afinação. Isso geralmente é confundido como vocal trance devido ao uso de vocais. O conteúdo lírico é geralmente primitivo, contendo uma introdução à música, geralmente com pouca bateria, e muitas vezes inclui reproduções de hinos ou melodias clássicos do happy hardcore. Também alguns dos produtores do meio dos anos 90 do Happy Hardcore começaram a produzir faixas nesse estilo. | Jan Wayne, Milk Inc., Special D., Marko Albrecht, Pulsedriver, Cascada, Alice DeeJay, DJ Manian, Insomnia, Tune Up!, Gala |
| Futurepop                      | Noruega, Suécia, Alemanha, Reino Unido e Estados Unidos                                                               | Uma fusão principalmente de EBM e Anthem Trance. Essa música tem uma sensação fria e sombria, além de possuir grandiosas melodias sintetizadas e, geralmente, um som mais parecido com um trance do que o EBM. Os vocais têm um lugar mais proeminente no Futurepop do que a maioria dos outros tipos de trance, e as letras tendem a se concentrar em temas de emoções humanas complexas, alienação, extropianismo e existencialismo; bem como questões globais, como guerra, apocalipse e ambientalismo. | VNV Nation, Icon of Coil, Angels and Agony, Apoptygma Berzerk, Covenant, Assemblage 2 |
| Goa Trance                     | Goa (Índia), Israel, Somália e Haiti                                                                                  | Uma forma complexa e melódica de trance com o nome de Goa, na Índia, e originada no início dos anos 90. Muitas vezes utiliza a música clássica indiana (Raga). O Raga geralmente consiste em uma melodia suave de Harmonium, Sitar, etc. e vários instrumentos indianos. O estilo foi desenvolvido por músicos de vários países e agora é geralmente chamado de Psytrance, que será discutido abaixo. | Yahel Sherman, The Infinity Project, Transwave, Man With No Name, Infected Mushroom, Astral Projection, Goa Gil, Juno Reactor, Message From God, Raja Ram, Avalon, Tristan, Sesto Sento |
| Hardstyle                      | Alemanha, Holanda, Bélgica, Suíça, Itália e Grécia                                                                    | Intimamente relacionado ao estilo nu Gabber e Hard trance. Seu som é geralmente caracterizado por uma mistura de gabber e hardcore, como sons de kick/bass, mudanças rítmicas espontâneas, trance como facadas e varreduras de sintetizadores e amostras diversas. No entanto, o Hardstyle geralmente tem um BPM muito mais lento (entre 140 e 150). | Blutonium Boy, Dana, Technoboy, Trance Generators, The Prophet, DJ Zany, Headhunterz, Wildstylez, AudioFreq, KamiKaze |
| Hard Trance                    | Alemanha | Som agressivo e mais lento do Trance, originário de Frankfurt e incluindo influências do hardcore. Esse estilo começou sem dúvida por volta de 1993 e atingiu seu pico no final dos anos 90. | Kai Tracid, Gary D., Yoji Biomehanika, Trance Generators, Flutlicht, Mat Silver & Tony Burt, DuMonde, Jones & Stephenson, Yves Deruyter, Cosmic Gate, Mauro Picotto, Sunburst, DJ Scot Project, Jon The Baptist, System D, ViniVici, Armin Van Buuren, Guisseppe Octaviani, System F, Sean Tyas, Alex M.O.R.P.H. |
| Ibiza Trance (Balearic Trance) | Espanha | Esse estilo foi influenciado por vários gêneros musicais descontraídos, especialmente ligados ao estilo de vida descontraído de Ibiza (Espanha), paralelo à enorme cena rave que está presente nas ilhas. Muito melódico e suave, às vezes com características étnicas, e frequentemente mostra elementos à beira-mar, como gaivotas e ondas do mar. Ele se baseia mais no violão do que em outros gêneros de trance. Também inclui músicas dançantes de uptempo, com ritmos sincopados ou latinos. | Café del Mar, Chicane, Energy 52, Imagination, Miromusic, Roger Shah, Salt Tank, York, Ferry Corsten, All & Fila, Daniel Kandi, Protoculture |
| Neo-Trance                     | Alemanha e Dinamarca                                                                                                  | Neo-trance é um novo gênero que chegou para descrever os desenvolvimentos recentes em direção a um trance mais minimalista. | Kyau & Albert, Gui Boratto, Trentemøller, James Holden, Nathan Fake, Dominik Eulberg, Virtua |
| Nitzhonot                      | Israel e Grécia | Nitzhonot (hebraico: נצחונות, "vitórias") é uma forma de Goa Trance que surgiu em meados da década de 1990 em Israel. Nitzhonot mistura baixos fortes e pulsantes, às vezes chamados de "laserkicks", com as melodias orientais típicas do trance indiano de Goa entre 1996 e 1997. As faixas costumam variar de 145 a 155 BPM. | Eyal Barkan, Astrix, Cyan, Darma, Cherouvim, Star Children, Space Odyssey, Dementia |
| Progressive Trance             | Alemanha, Polônia, Holanda, Liechtenstein e Reino Unido                                                               | Diferenciado do trance "regular" por ter mais interrupções, menos alterações acústicas e de acordes graves e graves que deram ao sintetizador líder uma sensação de "progressão". | BT, Xtronika, Cosmic Gate, Cloud2Ground, Humate, Sasha, Flash Brothers, Agnelli & Nelson, Nic Chagall, John Digweed, Armin Van Buuren, Ferry Corsten, ATB, Underworld, Sander Kleinenberg, Slacker, Breeder, Markus Schulz, Faithless, Brainbug, Ronski Speed, Reflekt, Three Drives, Rank 1, Ruben De Ronde, Perry O'Neil, Estiva, Same K, Max Mayer, Rodg, LTN, DRYM, Above & Beyond, ilan Bluestone, Gaia, Richard Durant |
| PsyTrance                      | Goa, Alemanha, França, Rússia, Israel, Líbano, Somália, Reino Unido, Austrália e Nova Zelândia                        | Um tipo de trance que foi desenvolvido no final dos anos 90 e cresceu a partir do Goa Trance. Embora mantenha fortes laços culturais com a Índia, o termo passou a se referir geralmente à música e estilo de cultura associado a ela, que agora é encontrado em muitos países. Uma característica definidora desse gênero é o uso de muitos sons e amostras espontâneos. No entanto, a variedade de estilos é bastante ampla e possui vários subgêneros próprios, listados abaixo. | 1200 Micrograms, Infected Mushroom, GMS, Son Kite, Skazi, Hallucinogen, Astrix, Avalon, Vini Vici |
| Darkpsy                        | Alemanha e Rússia | Não usa vocais, embora amostras sejam comuns, com a fala e outros tipos de amostras sendo tirados de diferentes tipos de filmes (especialmente filmes de terror) ou ocasionalmente de outras faixas. Às vezes, elementos de amostragem de outros gêneros de música são feitos como uma zombaria das faixas originais. | LuneCell, Bio Babas, C-P-C, Kindzadza, Ocelot, Parasense, Penta, Xenomorph |
| Full-On                        | Israel e Palestina | Full on ou "psytrance melódico" tem suas principais influências de gêneros mais amigáveis a execução em rádio, como nitzhonot e Eurodance, melodias futuristas, apresentações ocasionais de guitarra elétrica e uso de vocais. | Astrix, Vibe Tribe, Kali, Sesto Sento, Puzzle, Talamasca, Frozen Ghost, Slug |
| Progressive Psytrance          | Alemanha, Noruega e Suécia                                                                                            | O psytrance progressivo combina os elementos da música eletrônica progressiva com som mínimo e desenvolvimentos complexos da música psicodélica. Sua herança pode ser rastreada até os desenvolvimentos de minimal techno, tecnologia e minimal house. | Vibrasphere |
| Psybient                       | Goa, Israel, Espanha, França e Reino Unido                                                                            | Também conhecido como "Ambient Psy", "Psychedelic Ambient", "Ambient Goa" ou "Ambient Psytrance", é uma mistura de trance psicodélico com música ambiente e glithc music. | Bluetech, Celtic Cross, Entheogenic, Total Eclipse, Kick Bong, Shpongle, Shulman, Younger Brother, Ott |
| Psydub                         | Reino Unido | Um gênero de fusão de música eletrônica que tem suas raízes no trance psicodélico, na música ambiente e na música dub. | Androcell, Antandra, Alien Dread, Banco De Gaia, Bluetech, Carbon Based Lifeforms, Desert Dwellers, Dreadzone, Drrtywulvz, Easily Embarrassed, Entheogenic, Ephemeral Mists, Globular, Grouch, Kalya Scintilla, Kaminanda, Kuba, Kukan Dub Lagan, Land Switcher, Ott, Phutureprimitive, Pitch Black, Quanta, Resonant Language, Shpongle, Shulman, Somatoast, Soulacybin, Soulular, Supersillyus, The Orb, Tor.Ma in Dub     |
| Tech Trance                    | Alemanha | Uma mescla de Techno e Trance, Tech Trance apareceu em meados dos anos 90. Geralmente, as músicas do Tech Trance consistem em basslines inalteráveis, bateria alta e percussão. | Tiësto, Oliver Lieb, Yoji Biomehanika, Humate, Sander van Doorn, Jesselyn, Megamind, Ernest vs Bastian, Mauro Picotto |
| Uplifting Trance               | Alemanha | Estilo popular de transe que surgiu após o trance progressivo e acid trance no final dos anos 90. | Andy Blueman, Xtronika, Super8 & Tab, Ferry Tayle, Ferry Corsten, Gouryella, Carlo Resoort, Ayla, Paul van Dyk, Armin van Buuren, Above & Beyond, NWYR, ATB, DJ Tandu, Neo & Farina, Blank & Jones, Cloud2Ground, Marco V, Matt Darey, Filo & Peri, Daniel Kandi, Andrew Rayel, Digital United, Sean Tyas, Airscape, EX-PLOSION, Darude, Vincent de Moor, Airbase, Aly & Fila, Cascade, Sash!, The Thrillseekers             |
| Vocal Trance                   | Alemanha, Holanda, Bélgica, Liechtenstein e Reino Unido                                                               | Termo amplo que se refere ao trance que possui um conjunto completo de letras, que podem ou não fazer parte de um dos gêneros citados acima (Uplifting e epic trance geralmente têm vocais). Muitas vezes, um artista empresta seus talentos vocais a um DJ/produtor, ou um produtor experimenta / remixa músicas pop mais tradicionais. Observe que há algum debate sobre onde está a divisão entre o vocal trance e o Eurodance. | Astroline, Nadia Ali, Dash Berlin, Dance Nation, 4 Strings, Lange, Milk Inc., Ian Van Dahl, Above & Beyond, Fragma, Lost Witness, Armin van Buuren, NWYR, Xtronika, OceanLab, Chicane, Lasgo, Faithless, Ayumi Hamasaki (remix albums), Sylver, Kate Ryan, ATB, DJ Encore, DJ Sammy, Santamaria, Do, Delerium, Angel City and Jessy De Smet, Globe (band).                                                                   |
| Trance de fusão                | Estados Unidos | Um subgênero do movimento de jam music que combina estilos musicais como rock, jazz, funk e eletrônica. Consiste principalmente em música instrumental. Os termos Jamtronica e Livetronica também são usados para se referir a esse estilo de música. | Disco Biscuits, The New Deal, Lake Trout, Brothers Past, Sound Tribe Sector 9, Lotus, Particle, Holy Fuck, Future Rock, EOTO, Pnuma Trio |